# Filómousos Etería
 (décembre 2023).
Si vous disposez d'ouvrages ou d'articles de référence ou si vous connaissez des sites web de qualité traitant du thème abordé ici, merci de compléter l'article en donnant les références utiles à sa vérifiabilité et en les liant à la section « Notes et références ».

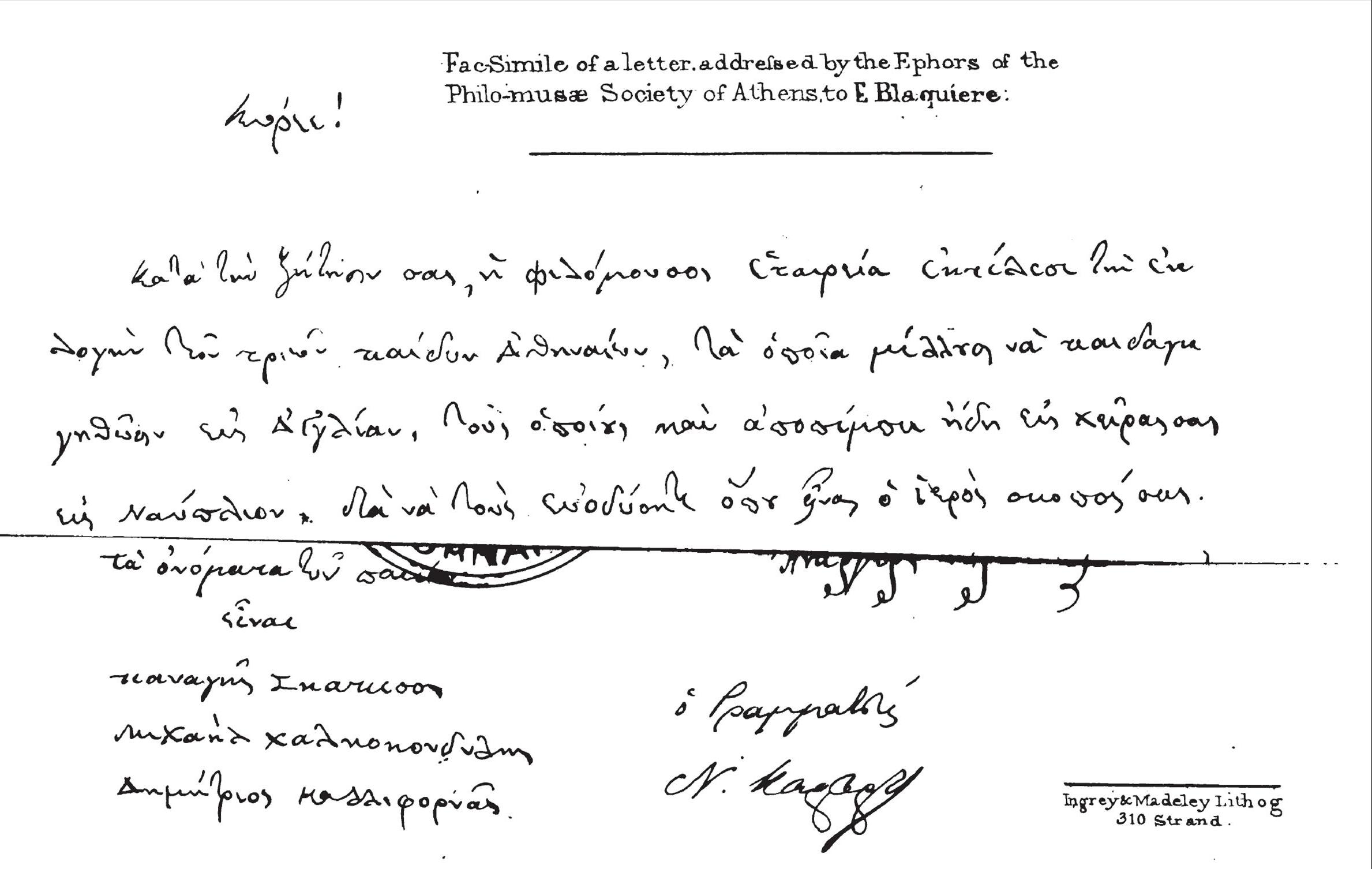
Lettre de la Société Philomousos d'Athènes à Edward Blaquière

Filómousos Etería, (grec moderne : Φιλόμουσος Εταιρεία), ou Hétairie philomuse, est le nom de deux sociétés littéraires fondées pendant la domination ottomane peu avant la révolution grecque de 1821. 
L'objectif principal de ces deux sociétés était de développer l'éducation des Grecs et de promouvoir le philhellénisme avec la création d'écoles et la préservation des monuments de l'Antiquité classique.
Ce sont :
- L'hétairie philomuse d'Athènes, fondée par les Athéniens en 1813 avec l’aide des Anglais, et
- L'hétairie philomuse de Vienne, fondée par Ioánnis Kapodístrias en 1814, sous les auspices du tsar Alexandre Ier de Russie.